# Wieniec sonetów (cykl)

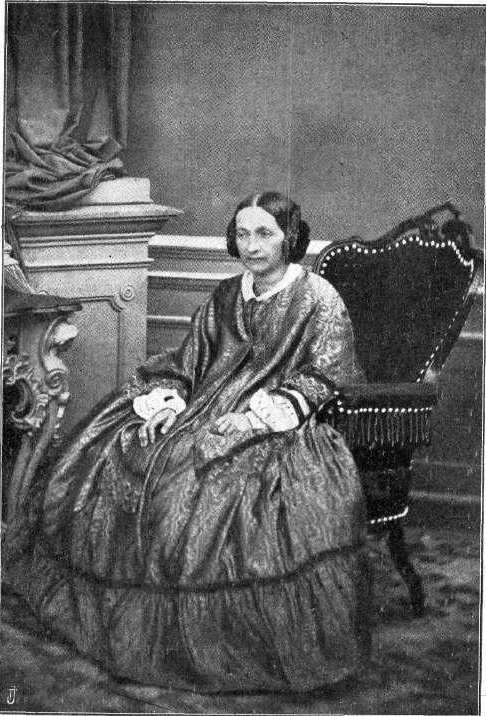
Julia Primic, France muza Prešerena i bohaterka "Wieńca sonetów"

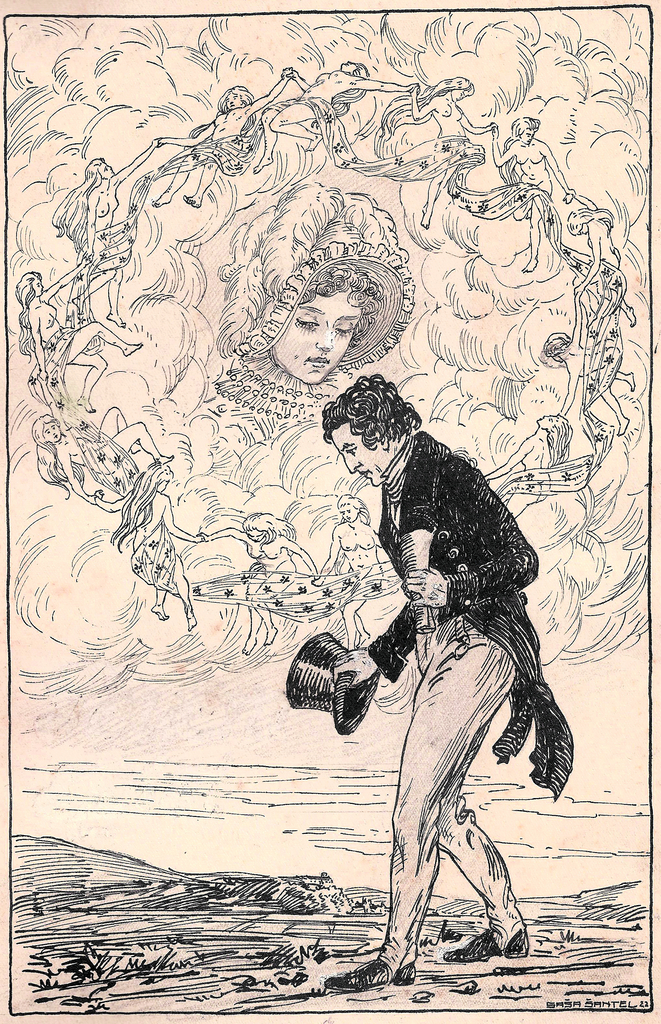
Saša Šantel, France Prešeren i Julia Primic, rysunek

Wieniec sonetów (słoweń. Sonetni venec) – cykl 15 sonetów napisany przez France Prešerena w 1833 roku, a wydany rok później jako załącznik do czasopisma Illyrisches Blatt. Inspiracją była nieszczęśliwa miłość autora do Julii Primic. Trzy główne tematy cyklu to: nieszczęśliwa miłość, patriotyzm i życie poety jako misja dla dobra ogółu. Cały cykl sonetów został przetłumaczony na język polski dwukrotnie: pierwszy przekład, dokonany przez Annę Kamieńską, ukazał się w Antologii poezji słoweńskiej, w opracowaniu Mariana Piechala, Wrocław-Warszawa-Kraków-Gdańsk 1973, s. 70-80. Autorką drugiego przekładu jest Katarina Šalamun-Biedrzycka, został on opublikowany w opracowaniu Srebro i mech. Antologia poezji słoweńskiej Sejny 1995, s. 22-37 (wraz ze słoweńskim oryginałem).

## Budowa
Na cykl składa się 15 sonetów. Ostatni wers każdego sonetu jest równocześnie pierwszym wersem następnego sonetu. Ostatni wers sonetu czternastego jest pierwszym wersem pierwszego utworu cyklu. W ten sposób cykl zamyka się w wieniec. Ostatni, piętnasty sonet, Finał (słoweń. Magistrale) zawiera wszystkie 14 pierwszych (i równocześnie ostatnich) wersów z poprzednich sonetów.
Sonety w wieńcu są sonetami włoskimi, a nie francuskimi – posiadają czternaście wersów i cztery strofy: dwie czterowersowe i dwie trójwersowe. Pierwsze dwie strofy opisują temat, a następne dwie mówią o stosunku ja lirycznego do tego tematu. Sonety są wierszami sylabotonicznymi – każdy wers posiada 11 sylab i 5 jambów.

## Okoliczności powstania
Sonety, które znalazły się w cyklu inspirowane były nieszczęśliwą miłością poety do Julii Primic, pochodzącej z zamożnej, kupieckiej rodziny. Twórca po raz pierwszy spotkał ją w kościele podczas świąt wielkanocnych. Dziewczyna stała się muzą poety i jego miłością na całe życie i właśnie dla niej Prešeren napisał Wieniec sonetów. Po wydaniu cyklu mężczyzna jednak nie zdobył serca ukochanej, która w końcu wyszła za mąż za bogatego szlachcica Josefa Anselma von Scheuchenstuela.

## Sonet I
Sonet pierwszy jest wprowadzeniem do całego cyklu. Dowiadujemy się z niego o całej strukturze „wieńca” i o nastroju jaki panuje w wierszach. Czytelnik dowiaduje się z niego, że cały cykl ma piętnaście sonetów, a ostatni jest sonetem głównym i najważniejszym, zespalającym pozostałe. Dwie pierwsze strofy mają charakter metaliteracki. Następuje tu porównanie pisania tego cyklu do plecenia wieńca. Porównanie cyklu do wieńca, informuje o tym, że każdy z utworów cyklu jest ze sobą powiązany. Koło jest symbolem harmonii, która również spełnia ważną rolę w cyklu. Umiejscowienie ostatniego sonetu w środku koła również podkreśla jego rolę. Wieniec sonetów wyraża uczucia do Julii, co może też być przenośnią, mówiącą o tym że wszystko inne co otacza podmiot, nie jest tak ważne jak sama miłość. Ostatnia strofa mówi o tym, że to właśnie miłość jest sensem życia podmiotu lirycznego. Jest to miłość romantyczna i ma charakter ponadczasowy, a sam podmiot liryczny ma już do końca życia być nieszczęśliwy.

## Sonet II
W sonecie drugim podmiot oskarża dziewczynę o oziębłość w uczuciach. Mówi o tym, że mężczyźni byliby szczęśliwsi, gdyby każdy z nich mógł być ze swoją miłością. Ma nadzieję na to, że jego wiersz i jego historia będą nauką dla innych dziewczyn, które w przyszłości będą bardziej zwracać uwagę na czyjeś uczucia.

## Sonet III i IV
W trzecim sonecie czytelnik dowiaduje się, że dziewczyna jest muzą podmiotu, który porównuje ją do Eleonory – kobiety, która stała się muzą Torquata Tasso – renesansowego twórcy, do którego Prešeren się porównuje. W sonecie czwartym ja liryczne opowiada dalej o swych uczuciach i wychwala niewiastę. Opisuje także swój smutek spowodowany nieszczęśliwą miłością.

## Sonet V
Sonet piąty opisuje wymarzone miejsce, gdzie podmiot miałby być ze swoją miłością. Idealizuje je, utwierdzając się w przekonaniu, że bez ukochanej jego życie nie ma sensu.

## Sonet VI
Szósty sonet wprowadza nowy temat – ojczyznę. Podmiot stwierdza, że bardziej wartościowi dla słoweńskich kobiet są Austriacy. Jest to również metafora tego, że cały naród słoweński pod panowaniem habsburskim, ulegał germanizacji i nie pielęgnował swojej kultury. Twórcy epoki romantyzmu (tak jak i w innych krajach) nawoływali do pielęgnowania tradycji i kultury własnego narodu.

## Sonet VII
W sonecie siódmym następuje przejście od tematyki miłosnej do narodowej. Jest to zabieg charakterystyczny dla romantyzmu w narodach nieposiadających własnej państwowości. Transformacja z werterowskiego kochanka w człowieka walczącego o odrodzenie narodowe miała miejsce na przykład w Dziadach Adama Mickiewicza czy Kordianie Juliusza Słowackiego. W tym wierszu znajduje się również odniesienie do mitu o Orfeuszu. Orfeusz jest symbolem romantycznego wizerunku poety, który dzięki swojej twórczości scala naród i sieje w nim pokoju i zgodę. Podmiot liryczny chce by znalazł się taki Orfeusz i z powrotem scalił naród.

## Sonet VIII
Sonet ósmy przedstawia historię narodu słoweńskiego, w której było wiele ciężkich i trudnych chwil. Łączy historię z literaturą. Stwierdza, że podczas tylu wojen i bycia pod cudzymi rządami, w Słowenii nie mogła powstać wielka i poważna literatura, tak jak w krajach, które od tysiącleci mają stabilną sytuację polityczną. Ja liryczne mówi także o pesymistycznych nastrojach wśród swoich rodaków, którzy stracili już wolę walki. Występuje tu przenośnia – góry Parnas znaczą Alpy. Parnas w mitologii greckiej zamieszkiwany był przez Apolla i jego muzy. Apollo był patronem sztuk, a góry, które zamieszkiwał, stały się symbolem doskonałości w sztuce. W utworze podmiot liryczny jest wieszczem narodowym, mobilizującym naród – Apollem.

## Sonet IX
W dziewiątym sonecie podmiot liryczny dochodzi do wniosku, że nie potrafi rozkochać w sobie swojej wybranki i musi zrezygnować ze szczęśliwego życia u jej boku. Postanawia więc pisać poezję w celu rozbudzenia narodu słoweńskiego. Postanawia zostać wieszczem narodowym.

## Sonet X, XI, XII, XII, XIV
W tych sonetach podmiot liryczny wychwala swoją miłość i rozpacza nad tym, że nigdy nie będzie z ukochaną.

## Finał
Finał (słoweń. Magistrale) jest ostatnim sonetem całego cyklu, chociaż został napisany jako pierwszy z nich. Podmiot liryczny mówi, o tym, że oddaje całe swoje serce ukochanej, a życie bez niej nie ma sensu. Ja liryczne jedyny sens odnajduje w tym, że będzie pisać wiersze (wić wieńce) dla swojego narodu.
W tym sonecie występuje akrostych – pierwsze litery każdego wersu tworzą dedykację: Primicovi Julji, co oznacza: (dla) Julii Primic. Poeta pomieszał wersy Magistrale po tym, jak Julija Primic wyszła za mąż.